# 18152 Хайдіменнінг
18152 Хайдіменнінг (18152 Heidimanning) — астероїд головного поясу, відкритий 29 липня 2000 року.
Тіссеранів параметр щодо Юпітера — 3,214.